# Parafia Narodzenia Najświętszej Maryi Panny w Dziewięcierzu
Parafia Narodzenia Najświętszej Marii Panny w Dziewięcierzu – parafia greckokatolicka w Dziewięcierzu, w dekanacie przemyskim archieparchii przemysko-warszawskiej. Założona w 1994.